# برنارد جان
برنارد جان هو سياسي كندي، ولد في 2 مارس 1925 في كندا، وتوفي في 4 يونيو 2012 في كندا. حزبياً، نشط في الجمعية الليبرالية لنيو برونزويك ‏. وقد انتخب عضو الجمعية التشريعية لنيو برونزويك ‏ وانتخب Speaker of the Legislative Assembly of New Brunswick ‏ (1963 – 1966).